# 舊特羅亞尼

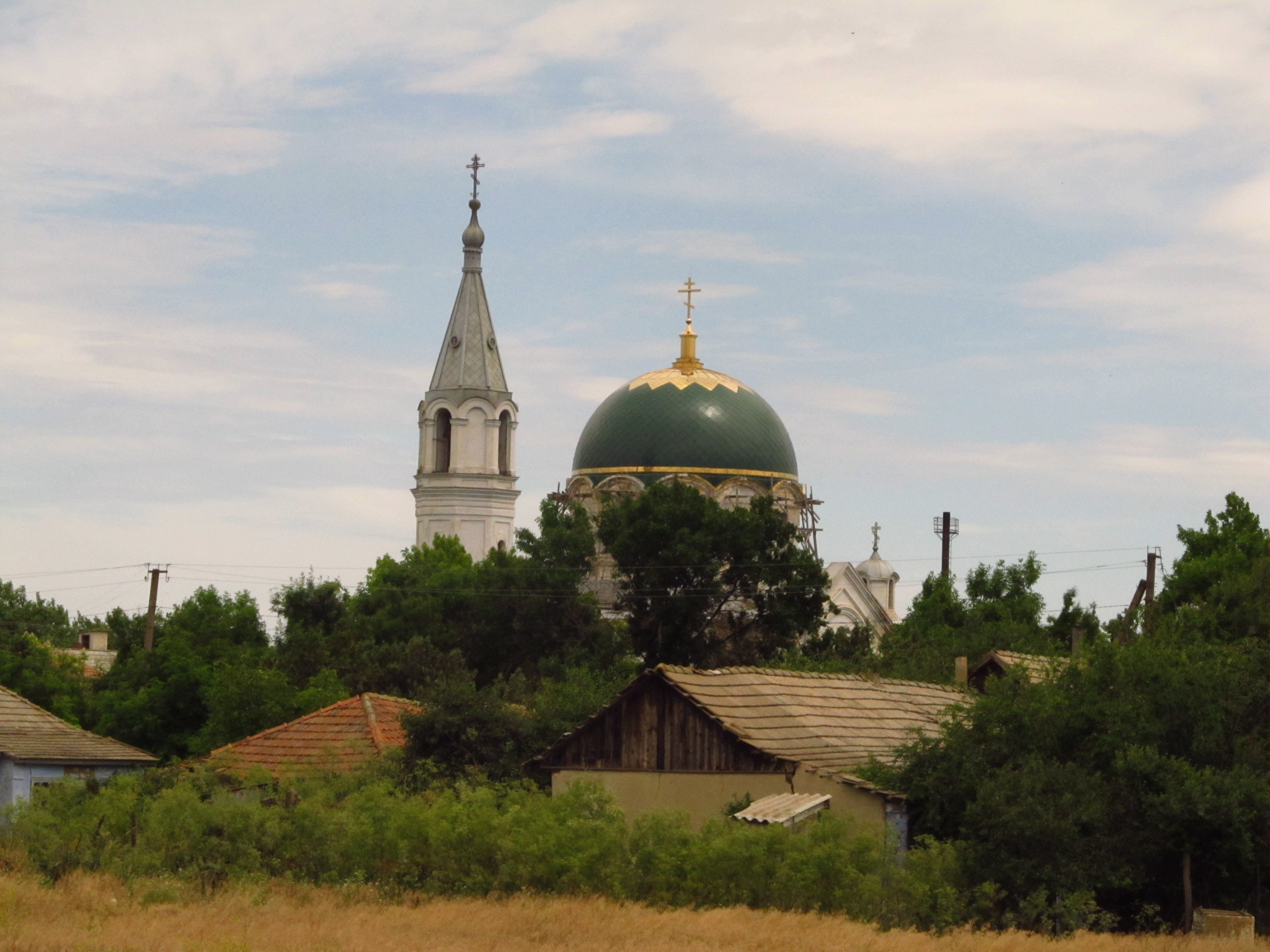

45°40′19″N 29°10′13″E / 45.67194°N 29.17028°E
舊特羅亞尼（烏克蘭語：Старі Трояни）是位於烏克蘭西南部的村莊，由敖德萨州伊茲梅爾區的貝薩拉布斯凱市鎮負責管轄。該村始建於1929年，面積741.67平方公里，海拔高度44米，2001年人口2,225。